# Proscylliidae
Famille
Les Proscylliidae (les Requins-chats) sont une famille de requins de l'ordre des Carcharhiniformes, contenant 3 genres.

## Description et caractéristiques
Ce sont de petits requins inoffensifs, ne dépassant jamais 1,20 m de long. Ils sont caractérisés par leurs yeux allongés (ressemblant à des yeux de chat), surmontés d'une membrane nictitante. Leurs dents sont petites et cuspidées. Ils ont deux nageoires dorsales réduites et sans épine, la première très en avant des bases pelviennes.
La plupart des espèces sont ovovivipares. Ils se nourrissent de petits poissons et d'invertébrés.
On les trouve principalement en eaux profondes (50-73 m), principalement dans les eaux chaudes de l'Atlantique nord et de l'Indo-Pacifique.

## Liste des espèces
Selon ITIS,  FishBase et World Register of Marine Species (19 janvier 2015) :
- genre Ctenacis Compagno, 1973
  - Ctenacis fehlmanni (Springer, 1968) — Requin-chat arlequin
- genre Eridacnis Smith, 1913
  - Eridacnis barbouri (Bigelow & Schroeder, 1944) — Requin-chat cubain
  - Eridacnis radcliffei Smith, 1913 — Requin-chat pygmée
  - Eridacnis sinuans (Smith, 1957) — Requin-chat à rubans
- genre Proscyllium Hilgendorf, 1904
  - Proscyllium habereri Hilgendorf, 1904 — Requin-chat gracile
  - Proscyllium magnificum Last & Vongpanich, 2004[3]
  - Proscyllium venustum (Tanaka, 1912)